# Смирнов, Яков Наумович
Я́ков Смирно́в (настоящее имя Яков Нау́мович По́хис; 24 января 1951, Одесса) — американский комик и художник.

## Биография
Родился в еврейской семье в Одессе (УССР). В 1964 году окончил 8 классов школы № 90. Затем, получив высшее образование, работал учителем живописи, продолжал рисовать и сам. Эмигрировал в США в 1977 году, натурализовался (получил гражданство США) 4 июля 1986 года.
Был соседом и другом комика Эндрю Дайса Клея (англ. Andrew Dice Clay).
Снимался в нескольких фильмах, включая «Москва на Гудзоне», «Бакару Банзай», «Миллионы Брюстера». В телевизионной комедии «Ночной суд» (англ. Night Court) играл роль Якова Короленко.
С 1992 года постоянно проживает в Бренсоне, штат Миссури.
Практически неизвестен в России. После распада СССР его популярность в США стала падать.
В мае 2006 года Смирнов получил степень магистра в области позитивной психологии в Пенсильванском Университете.
Осенью 2006 года Смирнов занял четвёртое место в списке «самых худших комиков всех времён» в одном из номеров журнала «Maxim» со следующим комментарием, пародирующим стиль Якова: «Якову в России было трудно: Нужно было стоять в очередях за всем, чем угодно, включая туалетную бумагу. А знаете, что было ещё труднее, чем жизнь в России? Шутить для 75-летних стариков в Миссури, которые до сих пор считают коммунистов своими врагами».

## Фильмография
- 1983 — «Пугало и миссис Кинг » — Бела Правик
- 1984 — «Москва на Гудзоне» — Лев
- 1984 — «Бакару Банзай» — Советник по национальной безопасности
- 1985 — «Миллионы Брюстера» — Владимир
- 1985 — «It's a Living» — агент КГБ
- 1984-1990 — «Ночной суд» (англ. Night Court) — Яков Короленко.
- 1986 — «Прорва» — Шатов
- 1986-1987 — «What a Country» — Николай Ростапович
- 2014 — «The Comeback Kids» — Вальдемар Штейнберг

## Творческая деятельность
- Якову Смирнову часто ошибочно приписывают появление такого типа шутки, как «советско-американская инверсия» или «русский перевёртыш», суть которой заключается в замене местами субъекта и объекта[2]. При этом большую роль играет противопоставление американского и советского как хорошего и плохого, свободного и угнетённого. На самом деле, шутки такого рода появились ещё в 1930-х годах, и сам Яков Смирнов как раз довольно редко использовал русский перевёртыш; например, он снялся в 1985 году в рекламе пива Miller Lite[англ.], где сообщал:

В Америке есть много светлого пива и всегда можно найти компанию (англ. party). В России, партия всегда найдёт тебя
- Шутки о США:
  - «Соединённые Штаты Америки — ну что за страна!» (размышления иммигранта о жизни в Америке):
    - Читая раздел объявлений в газете «Требуются женщины на полставки»: «Ну что за страна! Даже трансвеститы могут найти себе работу!».
    - На предложение работы барменом в «мёртвую смену»: «Кладбищенский бар?.. Ну что за страна! Хотя действительно — в определённые часы это место вымирает как кладбище…».
    - В продуктовом магазине: «Порошковое молоко, порошковые яйца, детский порошок… Ну что за страна!».
    - Рассказывая о своём первом посещении ресторана, он неизменно повторял вопрос, заданный ему официантом — «Сколько человек в вашей компании?» На что он ответил — «Нас 600 миллионов». Официант, очевидно, имел в виду на сколько человек зарезервировать столики. Тут используется игра слов: party по-английски — это и партия, и компания.

  - Сравнения США и России:
    - «В России нет геев — только гомосексуалисты, но им не разрешается об этом говорить. В наказание можно получить 7 лет тюремного заключения в одной камере с другими, только для этого надо ещё отстоять очередь в 3 года».
    - И как он однажды добавил Джонни Карсону — «Я получаю удовольствие проживать в Америке, это весело. Потому что тут так много вещей, которых у нас в России не было — вроде предупредительных выстрелов».

  - О советских женщинах (1980-е годы):
    - «В Советском Союзе нет проституции, так как у советских женщин и бесплатно не получается».
    - «Советская женщина — в свои 20 лет выглядит на 40. В свои 40 лет выглядит на 60. В свои 60 лет… не выглядит никак…».

  - Разное:
    - «Диссидентленд» (пародия на Диснейленд и очевидный намёк на ГУЛАГ). «Очевидно, там настолько весело, что никто и никогда оттуда не уходит».

## Работы в живописи
- После террористического акта 11 сентября 2001 года он сделал зарисовку своих переживаний этого события. К первой годовщине за 100 000 долларов США полотно было увеличено до размера 36,5 м на 41 м. Название картины — «Сердце Америки», она оставалась висеть на одном из разрушенных небоскрёбов до ноября 2003 года.

## Разное
- Известно, что телефоны его гримёрной — 417-33-YAKOV, 417-33-NO-KGB и 1-800-WHATACOUNTRY, причём текстовые окончания означают, соответственно, «Яков», «Нет КГБ» и «Ну что за страна!».

## Отсылки к творчеству
- В одной из серий мультсериала «Царь горы» Бобби продаёт созданную им шутку Якову, чем его отец гордится («У вас в Америке на деньгах пишут: „Мы верим в Бога“. А в России не пишут. В России денег нет»).
- Также в одной из серий «Симпсонов» используется пародия на шутки Якова Смирнова с прямым указанием на него.
- В сериале «Гриффины» использована одна из шуток Якова Смирнова, причём с указанием на его авторство[3].
- В сериале «Футурама», в 8-й серии 4-го сезона, Фрай шутит в сцене высадки на астероид и указывает Якова Смирнова как автора шутки.
- В игре «Назад в будущее», в пятом эпизоде «Вне времени», Док Браун из альтернативного будущего называет Марти Макфлая Яковом Смирновым, диверсантом, стремящимся разрушить выставку в Хилл-Велли.